# Cuerpos de Borremose

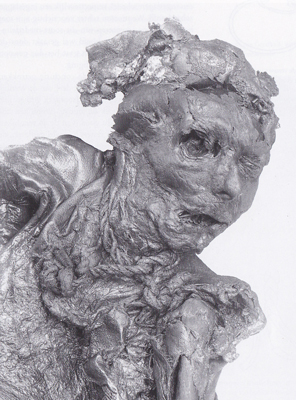
Borremose I, al momento de su descubrimiento en 1946.

Los Cuerpos de Borremose son tres cuerpos momificados encontrados en la turbera de Borremose en Himmerland, Dinamarca, entre 1946 y 1948. Se trata de un hombre y dos mujeres datados a finales de la Edad de Bronce nórdica (siglo VIII a. C.) y principios de la Edad de Hierro (siglo V a. C.). En 1891 el Caldero de Gundestrup fue encontrado en un pantano cercano.

## Descubrimiento y características
En 1946, el Hombre de Borremose fue descubierto por los cortadores de turba en la parte más meridional de Borremose. Al igual que con el Hombre de Tollund, su excepcional estado de conservación hizo creer en un principio que pudiera tratarse de la víctima de un crimen reciente. Descansaba sentado con las piernas estiradas bajo una capa de palos de abedul, estaba desnudo y con dos camisas de lana y un gorro tejido al lado. Databa de 700 a. C. Medía 1,55 m y alrededor del cuello tenía una cuerda de 36 cm de largo, indicando que había sido ahorcado. El examen forense reveló que la causa de la muerte fue en realidad un brutal golpe en la parte posterior de la cabeza. Posteriormente, el peso de la turba le había fracturado un fémur y parte del cráneo.
En 1947 fue encontrado a casi un kilómetro otro cadáver, femenino y mucho más descompuesto. Estaba tendida boca abajo sobre una base de corteza de abedul. Cerca había ramas de abedul y directamente sobre el cuerpo tres palos de abedul. El cráneo aplastado dejaba expuesto el cerebro. La parte superior estaba desnuda pero sobre la parte inferior había una capa de sarga y un chal con flecos. Un cordón con una cuenta de ámbar y un pequeño disco de bronce adornaba el cuello. Sobre las corvas reposaban un cuenco de cerámica y los huesos de un niño pequeño. Data de 400 a. C.
El cuerpo, bien conservado, de otra mujer fue recuperado en 1948, a 400 ms de donde se encontró el Hombre de Borremose. Se encontraba tumbada boca abajo, con una pierna flexionada, y estaba envuelta en una gran capa de lana. Unos agujeros en un borde y un cordón de cuero revelaron más tarde que se trataba más bien de una falda larga. El cuero cabelludo y pelo de un lado de la cabeza fueron arrancados por las palas de los trabajadores de la turbera. Al igual que en el caso anterior, el cráneo había sido aplastado por el peso de la turba y la desmineralización de los huesos. Databa de 770-750 a. C. y al momento del deceso tenía entre 20 y 35 años y un ligero sobrepeso.